# Cittadinanza britannica
La cittadinanza britannica è la cittadinanza del Regno Unito in senso stretto, che esiste solo nella sua forma attuale dal 1981.

## Antefatti
Dall'Atto di Unione del 1707, i sudditi dei re britannici avevano lo status di British Subject. Ciò ha posto i cittadini sotto la protezione della corona e ha permesso loro di rimanere nel Regno Unito. Questa forma di nazionalità non si basava sulla nascita o sul luogo di residenza, ma sulla posizione come suddito della corona. Ciò è stato condiviso nel corso della decolonizzazione. Il British Nationality Act 1948 permise ai dominion ormai indipendenti di avere la propria cittadinanza. Tuttavia, questi cittadini sono rimasti British Subject. È stata fatta una distinzione tra Citizenship of the United Kingdom and Colonies e Citizenship of independent Commonwealth countries. Al fine di ridurre l'immigrazione in Gran Bretagna, che aumentò drasticamente negli anni '50, il Commonwealth Immigrations Act 1962 limitò in gran parte il diritto di ingresso dei residenti delle colonie indipendenti.

## Classi di nazionalità britannica
A partire da agosto 2019, ci sono sei classi di nazionalità britannica:
| Categoria                                      | Attivo | Passaporto britannico | Assistenza consolare dagli uffici diplomatici del Regno Unito | Esente dal controllo dell'immigrazione nel Regno Unito |
| ---------------------------------------------- | ------ | --------------------- | ------------------------------------------------------------- | ------------------------------------------------------ |
| Cittadino britannico                           | ✔️     | ✔️                    | ✔️                                                            | ✔️                                                     |
| Cittadino dei territori britannici d'oltremare | ✔️     | ✔️                    | ✔️                                                            | ✔️ (Gibilterra)                                        |
| Cittadino dei territori britannici d'oltremare | ✔️     | ✔️                    | ✔️                                                            | ❌ (altri territori)                                   |
| Cittadino britannico d'oltremare               | ❌     | ✔️                    | ✔️                                                            | ❌                                                     |
| Suddito britannico                             | ❌     | ✔️                    | ✔️                                                            | ✔️ (con diritto di dimora)                             |
| Suddito britannico                             | ❌     | ✔️                    | ✔️                                                            | ❌ (senza diritto di dimora)                           |
| Cittadino britannico (territori dipendenti)    | ❌     | ✔️                    | ✔️                                                            | ❌                                                     |
| Persona britannica protetta                    | ❌     | ✔️                    | ✔️                                                            | ❌                                                     |

## Acquisizione della cittadinanza britannica
La cittadinanza britannica può essere acquisita nei seguenti modi:
1. Ius soli: per nascita nel Regno Unito o da un territorio britannico d'oltremare da un genitore che è cittadino britannico al momento della nascita o da un genitore residente nel Regno Unito o in quel territorio d'oltremare
2. Ius sanguinis: per origine, se uno dei genitori è un cittadino britannico per discendenza (ad esempio, per nascita, adozione, registrazione o naturalizzazione nel Regno Unito). La cittadinanza britannica per nascita viene trasmessa a una sola generazione da un genitore cittadino del Regno Unito, tranne per nascita se il bambino è nato all'estero.
3. per naturalizzazione
4. mediante registrazione
5. per adozione

Ai fini della nazionalità, le Isole del Canale e l'Isola di Man sono generalmente trattate come se facessero parte del Regno Unito.
Informazioni sulla cittadinanza britannica e altri tipi di nazionalità britannica sono disponibili presso il governo di Sua Maestà. Sono inoltre disponibili informazioni sulle disposizioni per ridurre l'apolidia.
Le persone che acquisiscono la cittadinanza con il metodo (2) sono chiamate cittadini britannici per discendenza; quelli che acquisiscono la cittadinanza con i metodi (1), (3) o (5) sono chiamati cittadini britannici per non discendenza. I cittadini britannici per registrazione, metodo (4), possono essere entrambi, a seconda delle circostanze. Solo i cittadini che non siano discendenti possono trasferire automaticamente la cittadinanza ai propri figli nati al di fuori del Regno Unito o di un territorio d'oltremare britannico; I cittadini britannici per discendenza possono trasferire la cittadinanza ai loro bambini non nati nel Regno Unito solo soddisfacendo determinati requisiti di residenza nel Regno Unito e registrandoli prima dei 18 anni.

## Situazione attuale
Con l'adesione del Regno Unito alla Comunità europea (CE) nel 1973, è emersa nuovamente la necessità di affinare la cittadinanza. Ciò è stato fatto con il British Nationality Act 1981 (BNA), che è ancora valido oggi. Ciò ha diviso i britannici in tre categorie: British Citizen (residenti nella madrepatria), British Dependent Territories Citizen (residenti nelle aree dipendenti) e British Subjects without Citizenship (tutti i possessori della Cittadinanza del Regno Unito e delle Colonie che non rientrarono nelle prime due categorie nel 1981).
British Citizen è la nazionalità del Regno Unito in senso stretto. Solo queste persone hanno il diritto di ingresso e soggiorno senza restrizioni nel Regno Unito di Gran Bretagna e Irlanda del Nord (diritto di dimora).
Le acquisizioni vengono generalmente effettuate utilizzando uno ius soli modificato. Un britannico è una persona nata nel Regno Unito e che ha un genitore britannico o residente permanente nel Regno Unito. I bambini di cittadini britannici all'estero possono essere registrati come britannici in determinate circostanze.
I coniugi possono diventare cittadini dopo tre anni. Altre naturalizzazioni richiedono un periodo di residenza di cinque anni. Non devono aver commesso crimini. In ogni caso, la naturalizzazione è una decisione discrezionale, contro la quale non sono consentiti rimedi legali.
La legge è stata modificata nel 2014 e il ritiro della cittadinanza britannica è stato semplificato. Questi cambiamenti erano inizialmente rivolti alle persone che detengono la doppia cittadinanza e che sono a rischio per il Regno Unito a causa di attività terroristiche. Il regolamento è stato successivamente esteso alla criminalità organizzata.